# Chính sách thị thực của Ukraina
Du khách đến Ukraina phải xin thị thực từ một trong những phái bộ ngoại giao Ukraina trừ khi họ đến từ một trong những quốc gia được miễn thị thực hoặc có thể xin thị thực tại cửa khẩu.

## Bản đồ chính sách thị thực

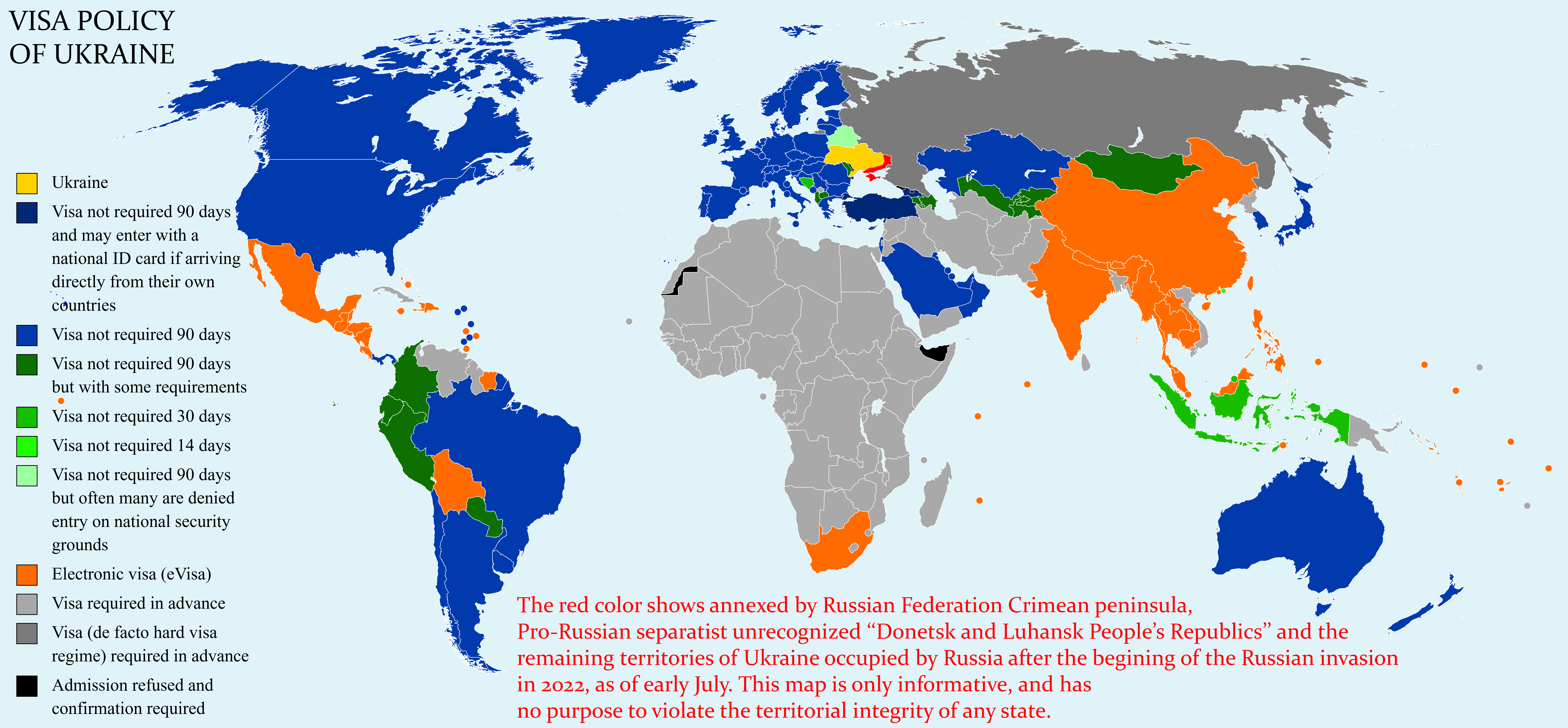
Chính sách thị thực của Ukraina
Ukraina
Không có giới hạn thời gian
Ở lại có giới hạn (khoảng thời gian khác nhau)
Thị thực tại cửa khẩu
Cần xin thị thưc từ trước

## Miễn thị thực
Công dân của 5 quốc gia sau có thể đến Ukraina không cần thị thực và có thể ở lại không có giới hạn.
| - Armenia - Azerbaijan - Gruzia - Moldova1 - Uzbekistan1 |

1 - phải có bằng chứng đủ tài chính tại cửa khẩu.
Người sở hữu hộ chiếu của 60 quyền lực pháp lý sau có thể đến Ukraina không cần thị thực để ở lại lên đến 90 ngày trong mỗi chu kỳ 180 ngày, trừ khi có chú thích.
| - Tất cả công dân Liên minh Châu Âu \| - Albania - Andorra - Argentina1 - Bosna và Hercegovina2 - Belarus - Brazil - Brunei2 - Canada - Chile - Hồng Kông3 - Iceland - Israel \| - Nhật Bản - Kazakhstan - KyrgyzstanA - Liechtenstein - Macedonia[3] - Monaco - Mông CổB - Montenegro - Na Uy - Paraguay - Panama - Nga \| - Saint Kitts và Nevis - San Marino - Serbia2 - Hàn Quốc - Thụy Sĩ - TajikistanA - Thổ Nhĩ KỳID - Các Tiểu vương quốc Ả Rập Thống nhất - Hoa Kỳ - Thành Vatican \| | | |
| - Albania - Andorra - Argentina1 - Bosna và Hercegovina2 - Belarus - Brazil - Brunei2 - Canada - Chile - Hồng Kông3 - Iceland - Israel | - Nhật Bản - Kazakhstan - KyrgyzstanA - Liechtenstein - Macedonia - Monaco - Mông CổB - Montenegro - Na Uy - Paraguay - Panama - Nga | - Saint Kitts và Nevis - San Marino - Serbia2 - Hàn Quốc - Thụy Sĩ - TajikistanA - Thổ Nhĩ KỳID - Các Tiểu vương quốc Ả Rập Thống nhất - Hoa Kỳ - Thành Vatican |

1 - lên đến 90 ngày trong mỗi chu kỳ 365 ngày.

2 - lên đến 30 ngày trong mỗi chu kỳ 60 ngày.

3 - lên đến 14 ngày.

ID - Có thể nhập cảnh với thẻ căn cước mà máy đọc được

A - phải có đủ bằng chứng tài chính.

B - miễn thị thực với chuyến đi công tác, du lịch hoặc riêng tư với điều kiện phải có giấy từ cung cấp mục đích chuyến đi.
Một thỏa thuận giữa Ukraina và Antigua và Barbuda về miễn thị thực song phương có hiệu lực 90 ngày trong mỗi chu kỳ 180 ngày được ký vào ngày 5 tháng 2 năm 2018 và chưa được thông qua.

## Thị thực tại cửa khẩu
Người sở hữu hộ chiếu của 34 quyền lực pháp lý sau có thể đến Ukraina xin thị thực tại cửa khẩu tại sân bay Kyiv Boryspil, sân bay Kyiv International (Zhuliany) và [[sân bay 
quốc tế Odessa]] có hiệu lực lên đến 15 ngày:
Đối với thị thực tại cửa khẩu,, du khách phải cung cấp một trong những giấy tờ sau: thư mời hoặc giấy tờ chứng minh mục đích du lịch của chuyến đi hoặc chứng nhận đầu tư.
| - Antigua và Barbuda - Úc - Bahrain - Bahamas - Barbados - Trung Quốc - Dominica - El Salvador - Grenada - Guatemala - Honduras - Ấn Độ | - Indonesia - Kuwait - Macao - Malaysia - Mauritius - Mexico - Micronesia - New Zealand - Oman - Palau - Peru - Qatar | - Saint Vincent và Grenadines - Samoa - Ả Rập Xê Út - Seychelles - Singapore - Timor-Leste - Trinidad and Tobago - Tuvalu - Các Tiểu vương quốc Ả Rập Thống nhất - Vanuatu |

## Hộ chiếu không phổ thông
Ngoài ra, chỉ người sở hữu hộ chiếu ngoại giao hoặc công vụ của Campuchia, Trung Quốc, Cuba, Cộng hòa Dominica, Ai Cập, Iran, Kuwait, Lào, Maroc, Peru, Qatar, Singapore, Thái Lan, Turkmenistan, Uruguay, Venezuela và Việt Nam chỉ chỉ người sở hữu hộ chiếu ngoại giao của Ấn Độ và Mexico được miễn thị thực đến Ukraina.
Thỏa thuận miễn thị thực đối với hộ chiếu ngoại giao và công vụ được ký với  Indonesia nhưng chưa được thông qua.

## Thị thực điện tử
Ukraina dự kiến đưa ra thị thực điện tử với 45 quốc gia vào tháng 1 năm 2018. Thị thực sẽ có hiệu lực 30 ngày và có giá 65 đô la Mỹ.

## Vân tay
Ukraina đưa ra quản lý sinh khắc học (vân tay, ảnh số) tại những điểm kiểm tra biên giới đối với 70 quốc gia sau kể từ ngày 1 tháng 1 năm 2018:
Afghanistan, Algérie, Angola, Bangladesh, Benin, Botswana, Burkina Faso, Burundi, Cameroon, Cape Verde, Central African Republic, Chad, Comoros, Congo, DR Congo, Bờ Biển Ngà, Djibouti, Egypt, Equatorial Guinea, Eritrea, Ethiopia, Gabon, Gambia, Ghana, Guinea, Guinea-Bissau, Guyana, Iran, Iraq, Jordan, Kenya, Kyrgyzstan, Lebanon, Lesotho, Liberia, Libya, Madagascar, Malawi, Mali, Mauritania, Maroc, Mozambique, Namibia, Niger, Nigeria, Triều Tiên, Pakistan, Palestine, Papua New Guinea, Russia, Rwanda, São Tomé và Principe, Sénégal, Sierra Leone, Somalia, Nam Sudan, Sri Lanka, Sudan, Swaziland, Syria, Tajikistan, Tanzania, Togo, Tonga, Tunisia, Uganda, Việt Nam, Yemen, Zambia, Zimbabwe.

## Chính sách qua lại
Công dân Ukraina có thể được miễn thị thực để đến hầu hết các quốc gia Ukraina miễn thị thực nhưng họ phải xin thị thực để đến Canada, Ireland, Nhật Bản, Hàn Quốc, Anh Quốc và Hoa Kỳ.

## Thống kê du khách
Hầu hết du khách đến Ukraina đều đến từ các quốc gia sau:
| Quốc gia   | 2017       | 2016      | 2015       | 2014       | 2013       |
| ---------- | ---------- | --------- | ---------- | ---------- | ---------- |
| Moldova    | 4.435.664  | 4.296.409 | 4.393.528  | 4.368.355  | 5.417.966  |
| Belarus    | 2.727.645  | 1.822.261 | 1.891.518  | 1.592.935  | 3.353.652  |
| Nga        | 1.464.764  | 1.473.633 | 1.231.035  | 2.362.982  | 10.284.782 |
| Ba Lan     | 1.144.249  | 1.195.163 | 1.156.011  | 1.123.945  | 1.259.209  |
| Hungary    | 1.058.970  | 1.269.653 | 1.070.035  | 874.184    | 771.038    |
| Romania    | 791.116    | 774.585   | 763.228    | 584.774    | 877.234    |
| Slovakia   | 366.249    | 410.508   | 412.519    | 416.158    | 424.306    |
| Thổ Nhĩ Kỳ | 270.695    | 199.618   | 140.691    | 116.302    | 151.706    |
| Israel     | 261.486    | 216.638   | 149.386    | 101.799    | 120.913    |
| Đức        | 209.447    | 171.118   | 154.498    | 131.244    | 253.318    |
| Tổng       | 14.229.642 | 13333.096 | 12.428.286 | 12.711.507 | 24.671.227 |